# ملعب كورسو مرسيليا
على ملعب كورسو مرسيليا كان ملعب لكرة القدم يقع في تورينو ويملكه نادي يوفنتوس ويتسع لحضور 15،000 متفرج. كان يعتبر في ذلك الوقت أحدث المنشآت الرياضية الإيطالية ولعب فريق يوفنتوس عليه منذ افتتاحه في 1922 حتى هدمه في 1933.
وكان ملعب كورسو مرسيليا أول منشأة رياضية إيطالية بنيت بالكامل من الخرسانة المسلحة والأولى في البلاد المجهزة بالإضاءة الاصطناعية وكانت مبادرة من رئيس يوفنتوس المحامي التوريني ونائب رئيس فيات إدواردو أنييلي. كانت تضم المنطقة المكاتب التنفيذية للنادي، الملعب الرئيسي لكرة القدم والتي كان 110 × 65 مترا، الملعب الآخر (94 × 55 م) الذي يستخدم لتدريب الفريق الواقع خلف المدرجات الشعبية، غرف تغيير الملابس، وثلاثة ميادين للتنس التي عقدت فيها بطولات محلية وعالمية.
المهندس صفها دانييلي دونغي هيكل وصل الملعب حسب التالي:
بدأ بناء الملعب في عام 1921 وبتمويل من الشركة الرياضة (SSS) - التي رست عليها المناقصة من قبل أعضاء النادي - الذي بلغ أكثر من مليون جنيه استرليني لاستبدال الملعب السابق في الوقت كورسو سيباستوبولي. بني على مساحة 40،000 متر مربع ويتسع لحوالي 15 ألف شخص في البداية مع إمكانية زيادة السعة إلى 25 ألف متفرج. تم افتتاح الملعب في 19 أكتوبر 1922 بمواجهة نادي مودينا ضمن الدوري الممتاز 1922-1923 والتي انتهت بفوز يوفنتوس 4-0. استخدام النادي الملعب حتى عام 1933 عندما انتقل للعب على ملعب بلدية موسوليني. على ملعب كورسو مرسيليا فاز يوفنتوس بأربعة ألقاب في الدوري في عام 1926 وبعد ذلك ثلاث مرات متتالية من 1930-1931 إلى 1932-1933. بعد انتقال يوفنتوس استخدمه نادي تورينو للرجبي حتى هدمه في عام 1939.